# Clathria vasiformis
Clathria vasiformis är en svampdjursart som först beskrevs av de Laubenfels 1953.  Clathria vasiformis ingår i släktet Clathria och familjen Microcionidae. Inga underarter finns listade i Catalogue of Life.